# Sahar
Sahar (Afeganistão) é o nome figurado para preservar a identidade de uma futebolista afegã. Ela jogou por seu time de futebol local durante três anos, antes de abandonar o país, em 2021, quando o Talibã retomou o poder do Afeganistão. Sahar exilou-se porque o seu sonho é triunfar no mundo do futebol. Foi uma das 100 mulheres consideradas como as mais influentes de 2021 pela BBC.